# Герб Южно-Сахалинска
Герб Южно-Сахали́нска (герб городского округа «Город Ю́жно-Сахалинск») — официальный символ Южно-Сахалинска Сахалинской области Российской Федерации. Утверждён 17 июля 1992 года и внесён в Государственный геральдический регистр Российской Федерации под № 2199.

## Описание и обоснование символики
Герб Южно-Сахалинска представляет собой изображение символического ключа, помещённого на геральдическом щите; ключ слева и справа поддерживается медведями, стоящими на изгибающейся ленте.
В цветном изображении Герба города Южно-Сахалинска геральдический щит тёмно-голубой, обрамленный серебристой или тёмно-синей каймой; ключ, медведи и лента выполнены в серебристо-серой гамме цветов».
В лазуревом щите изображен стилизованный серебряный ключ. Ушко ключа воспроизводит цветок; бородка ключа состоит из стилизованных литер «Ю» и «С». Ключ поддерживают по сторонам два серебряных медведя, стоящие на серебряной ленте.
Стилизованный серебряный ключ символизирует начало истории города.
Литеры «Ю» и «С» означают название города Южно-Сахалинск.
Цветок (рисунок ушка ключа) напоминает фрагмент орнамента на керамике, найденной археологами на Сусуйской стоянке. При построениях хронологических схем развития Охотской культуры Сусуйская стоянка играет роль эталонного памятника. В научный оборот введён термин «Сусуйский тип керамики».
Лента — река Сусуя, выпуклости на ленте — сопки с востока и запада, а углубление — долина, в которой расположен город.
Медведь — символ русской силы и мощи, почитаемый зверь древних людей острова.
Автор герба — Вячеслав Борисович Иванов.
Герб внесён Государственный геральдический регистр Российской Федерации под № 2199.

## История герба
В советское время, в 1980-х годах, выпускался сувенирный значок с гербовидной эмблемой города Южно-Сахалинска. Эмблема имела следующий вид: на фоне синего моря и восходящего золотого солнца в красном поле изображён серебряный геральдический щиток, в котором золотой восстающий медведь держит в лапах рыбу; в основании эмблемы дата основания города — 1882 год.
Одна из главных фигур эмблемы — восстающий медведь стал прообразом медведей официального герба Южно-Сахалинска.
Известны и другие сувенирные гербоподобные эмблемы Южно-Сахалинска советского периода.
На одной из них: в голубом с синей оконечностью щите на фоне зелёных гор, над которыми справа золотой летящий самолет, четырёхлучевая золотая звезда, между лучами которой малые червлёные лучи, и золотая вышка с червлёной трубой, сопровождаемые справа — серебряным контуром острова Сахалин с червлёной точкой внизу, слева — серебряными контурами Курильских островов. Золотая глава щита обременена орденом Трудового Красного Знамени и сопровождается внизу выпуклой червлёной лентой с названием города золотом.
Во втором варианте, повторяющем рисунок первого, добавлен орден Отечественной войны I степени.
Гербовидные эмблемы Южно-Сахалинска официально не утверждались.